# Tổng giáo phận New Orleans
Tổng giáo phận New Orleans (tiếng Anh: Roman Catholic Archdiocese of New Orleans, tiếng Latinh: Archidioecesis Novae Aureliae) là một giáo phận của Giáo hội Công giáo Rôma tại Hoa Kỳ. Quản lý giáo phận hiện nay là Tổng giám mục Gregory Michael Aymond và giám mục phụ tá Fernand Joseph Cheri, O.F.M. Tính đến năm 2017, Tổng giáo phận này có số giáo dân là 517.454 trên tổng số dân cư là 1.293.636, tức khoảng 40% tổng cư dân. Giáo phận có 111 nhà thờ, 327 linh mục gồm 200 linh mục triều và 127 linh mục dòng, 222 phó tế, 563 tu sĩ nam nữ.

## Lịch sử
Ngày 25 tháng 4 năm 1793, giáo phận La Habana chia tách để thành lập một giáo phận mới có tên Giáo phận Louisiana and the Two Floridas. Đây là giáo phận tiền thân của Tổng giáo phận New Orleans ngày nay. Giáo phận thành lập dựa trên sự đồng thuận giữa vua Tây Ban Nha và giáo hoàng. Vùng đất giáo phận là một vùng đất chịu ảnh hưởng từ các văn hóa Công giáo Tây Ban Nha và Pháp, khác với các lãnh thổ bờ Đông nước Mỹ vốn chịu ảnh hưởng từ Anh hoặc văn hóa Tin Lành.
Với thương vụ mua bán Louisiana, Giáo phận thuộc về Hoa Kỳ. Tuy vậy, mất khoảng thời gian một thế kỷ, các phong tục tập quán mới có thể thay đổi hoàn toàn. Tổng giáo phận New Orleans ngày chỉ chiếm một vùng đất nhỏ trong lãnh thổ giáo phận tiền thân Louisiana và Floridas. Giáo phận này sau đó được chia tách thành 57 giáo phận khác, tính đến ngày nay. Trong vài thập niên đầu tiên của giáo phận tân lập, diện tích giáo phận không ngừng thay đổi qua nhiều quyết định khác nhau: Ngày 13 tháng 8 năm 1822 và ngày 21 tháng 1 năm 1823, lần lượt mất một phần lãnh thổ giáo luật để thành lập và chuyển vào Hạt Đại diện Tông Tòa Mississippi và Alabama. Sáu tháng sau đó, Giáo phận lại nhận lại thay đổi lãnh thổ giáo luật với sự sáp nhập của Hạt Đại diện Tông Tòa Mississippi và Alabama.
Hai năm sau đó, ngà 19 tháng 8 năm 1825, Hạt Đại diện Tông Tòa Mississippi được thành lập, tách khỏi giáo phận Louisiana and the Two Floridas. Mười ngà sau đó, giáo phận tiếp tục thu hẹp diện tích với việc thành lập Hạt Đại diện Tông Tòa Alabama and the Floridas. Cũng chính từ ngày này (29 tháng 8 năm 1825), giáo phận có tên mới là giáo phận Louisiana. Chưa đầy một năm sau đó, ngày 18 tháng 7 năm 1826, giáo phận được đổi tên thành Giáo phận New Orleans, khi sáp nhập Hạt Đại diện Tông Tòa Mississippi và nhượng một phần lãnh thổ giáo luật để thành lập Giáo phận Saint Louis.
Giáo phận New Orleans được nâng lên hàng Tổng giáo phận vào ngày 19 tháng 7 năm 1850. Cùng với việc nâng thành Tổng giáo phận, giáo phận cũ chia tách tân Hạt Đại diện Tông Tòa Lãnh thổ (người) da đỏ phía Đông thuộc dãy Rocky. Kể từ khi thiết lập, diện tích Tổng giáo phận ngày càng thu hẹp với việc thiết lập các giáo phận mới: Giáo phận Natchitoches (1853, Giáo phận Lafayette ở Louisiana (1918), Giáo phận Baton Rouge (1961) và Giáo phận Houma–Thibodaux (1977).
Tổng giáo phận hiện nay có diện tích khoảng 4208 dặm vuông, 8 giáo hạt, 108 giáo xứ. Trong suốt thời gian lịch sử giáo phận, Tổng giáo phận là một cộng đồng tôn giáo đa sắc tộc và đã tổ chức nhiều tổ chức xã hội: trại trẻ mồ côi, bệnh viện,... Tổng giáo phận cũng hỗ trợ các cư dân tái thiết sau các thiên tai như bão lũ, lốc xoáy và các rủi ro như hỏa hoạn, chiến tranh cũng như dịch bệnh,...Giáo phận cũng tiến hành truyền giáo tại nhiều thị trấn và nông thôn. Các dòng tu Công giáo gia nhập và hoạt động tại giáo phận từ nửa đầu thế kỷ 19. Các nữ tu chăm sóc bệnh nhân và tham gia hoạt động giáo dục không phân biệt tầng lớp, nô lệ và tự do.
Tổng giám mục đương nhiệm Gregory Michael Aymond là vị Tổng giám mục Tổng giáo phận New Orleans đầu tiên xuất thân từ New Orleans trong suốt chiều dài 216 năm của giáo phận.

## Một vài cơ sở tôn giáo
Giáo phận có Nghĩa trang Thánh Louis và Bảo tàng Tu viện Ursuline cũ. Nhà thờ St. Louis và bảo tàng Tu viện Ursuline cũ được xếp vào nhóm Di sản Văn hóa Công giáo. Tu viện Ursuline cũ là công trình kiến trúc lâu đời nhất khu vực Thung lũng Mississippi, sau biến cố vụ hỏa hoạn năm 1788. Tòa nhà này ngày nay được dùng làm tu viện, tòa giám mục, trường học, địa điểm tụ hội của các cơ quan lập pháp và là một bảo tàng. Nhà thờ chính tòa Thánh Louis, của Tổng Giáo phận là nhà thờ chính tòa lâu đời nhất Hoa Kỳ.

## Bê bối lạm dụng
Tính đến năm 2019, Tổng giáo phận New Orleans đã liệt kê 81 giáo sĩ bị "bị buộc tội đáng tin cậy" về hành vi lạm dụng tình dục khi họ đang phục vụ trong tổng giáo phận. Một số vụ kiện đã được giải quyết chống lại họ trong khi một người, Francis LeBlanc, bị kết án vào năm 1996.
Tổng Giám mục Alfred Hughes cho biết đối với các khiếu nại lạm dụng tình dục trong giai đoạn từ năm 1950 đến năm 2003, tổng giáo phận và các công ty bảo hiểm của họ đã trả 2.057.173 đô la để giải quyết các cáo cuộc. Vào ngày 24 tháng 1 năm 2020, nhân viên của New Orleans Saints thừa nhận rằng Phó Chủ tịch Truyền thông cao cấp của đội bóng đá Greg Bensel "đưa ra ý kiến về cách làm việc với truyền thông" để giúp Tổng giáo phận New Orleans xử lý vụ bê bối lạm dụng tình dục. Bensel khuyên Tổng giáo phận "Hãy thẳng thắn, công khai và minh bạch, trong khi đảm bảo rằng tất cả các cơ quan thực thi pháp luật đều được báo cáo." Bensel là một trong số các nhà lãnh đạo cộng đồng và dân sự được Tổng giáo phận tham khảo trước khi công bố tên giáo sĩ bị buộc tội vào tháng 11 năm 2018.

## Các đời giám mục quản nhiệm
Các đời giám mục Tổng giáo phận New Orleans qua các thời kỳ:
| STT                                | Tên                                      | Thời gian quản nhiệm               | Ghi chú                            |
| Giáo phận Louisiana và Hai Florida | Giáo phận Louisiana và Hai Florida       | Giáo phận Louisiana và Hai Florida | Giáo phận Louisiana và Hai Florida |
| ---------------------------------- | ---------------------------------------- | ---------------------------------- | ---------------------------------- |
| 1 †                                | Luis Ignatius Peñalver y Cárdenas        | 1794 – 1801                        |                                    |
| 2 †                                | Francisco Porró Reinado                  | 1801 – 1803                        |                                    |
| 3 †                                | John Carroll                             | 1805 – 1812 (?)                    | Giám quản Tông Tòa                 |
| 4 †                                | Louis-Guillaume-Valentin Dubourg, P.S.S. | 1815 – 1825                        |                                    |
| Giáo phận New Orleans              |                                          |                                    |                                    |
| 5 †                                | Leo Raymond De Neckère, C.M.             | 1823 – 1827                        |                                    |
| 6 †                                | Leo Raymond De Neckère, C.M.             | 1829 – 1833                        |                                    |
| 7 †                                | Anthony Blanc                            | 1835 – 1850                        |                                    |
| Tổng giáo phận New Orleans         |                                          |                                    |                                    |
| 8 †                                | Anthony Blanc                            | 1850 – 1860                        |                                    |
| 9 †                                | Jean Marie Odin, C.M.                    | 1861 – 1870                        |                                    |
| 10 †                               | Napoleon Joseph Perché                   | 1870 1870 – 1883                   |                                    |
| 11 †                               | Francis Xavier Leray                     | 1879 – 1883 1883 – 1887            |                                    |
| 12 †                               | Francis August Anthony Joseph Janssens   | 1888 – 1897                        |                                    |
| 13 †                               | Placide Louis Chapelle                   | 1897 – 1905                        |                                    |
| 14 †                               | Gustave Augustin Rouxel                  | 1899 – 1908                        |                                    |
| 15 †                               | James Herbert Blenk, S.M.                | 1906 – 1917                        |                                    |
| 16 †                               | John Marie Laval                         | 1911 – 1937                        |                                    |
| 17 †                               | John William Shaw                        | 1918 – 1934                        |                                    |
| 18 †                               | John William Shaw                        | 1935 – 1964                        |                                    |
| 19 †                               | Louis Abel Caillouet                     | 1947 – 1976                        |                                    |
| 20 †                               | Philip Matthew Hannan                    | 1965 – 1988                        |                                    |
| 21 †                               | Harold Robert Perry, S.V.D.              | 1965 – 1991                        |                                    |
| 22 †                               | Stanley Joseph Ott                       | 1976 – 1983                        |                                    |
| 23 †                               | Francis Bible Schulte                    | 1988 – 2002                        |                                    |
| 24                                 | Robert William Muench                    | 1990 – 1996                        |                                    |
| 25 †                               | Dominic Carmon, S.V.D.                   | 1992 – 2006                        |                                    |
| 26                                 | Gregory Michael Aymond                   | 1996 – 2000 2009 – nay             |                                    |
| 27                                 | Alfred Clifton Hughes                    | 2002 – 2009                        |                                    |
| 28 †                               | Roger Paul Morin                         | 2003 – 2009                        |                                    |
| 29                                 | Shelton Joseph Fabre                     | 2006 – 2013                        |                                    |
| 30                                 | Fernand Joseph Cheri, O.F.M.             | 2015 – 2023                        |                                    |